# Teunisbloempijlstaart
De teunisbloempijlstaart (Proserpinus proserpina) is een vlinder uit de familie pijlstaarten (Sphingidae). Het is een nachtactieve nachtvlinder. 

## Kenmerken
De spanwijdte varieert tussen de 35 en 60 millimeter. De achter vleugels hebben een gele kleur en zijn te zien als de vlinder al vliegend nectar drinkt. Olijfgroen is de overheersende kleur van de voorvleugels die ook een witte en donkergroene band heeft.
Als rups kan een lengte tot zes centimeter bereikt worden. De soort overwintert als pop.

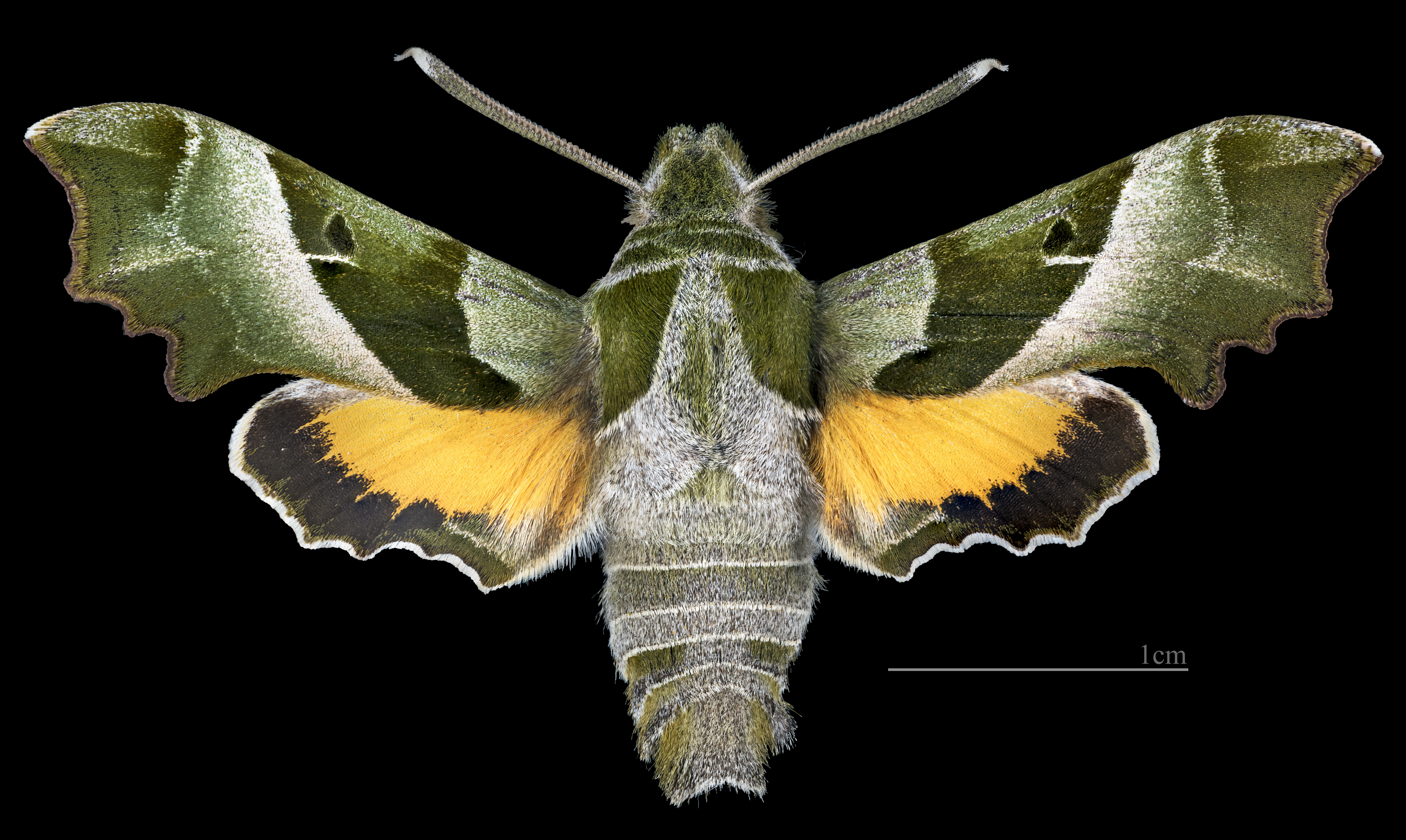
Proserpinus proserpina ♂
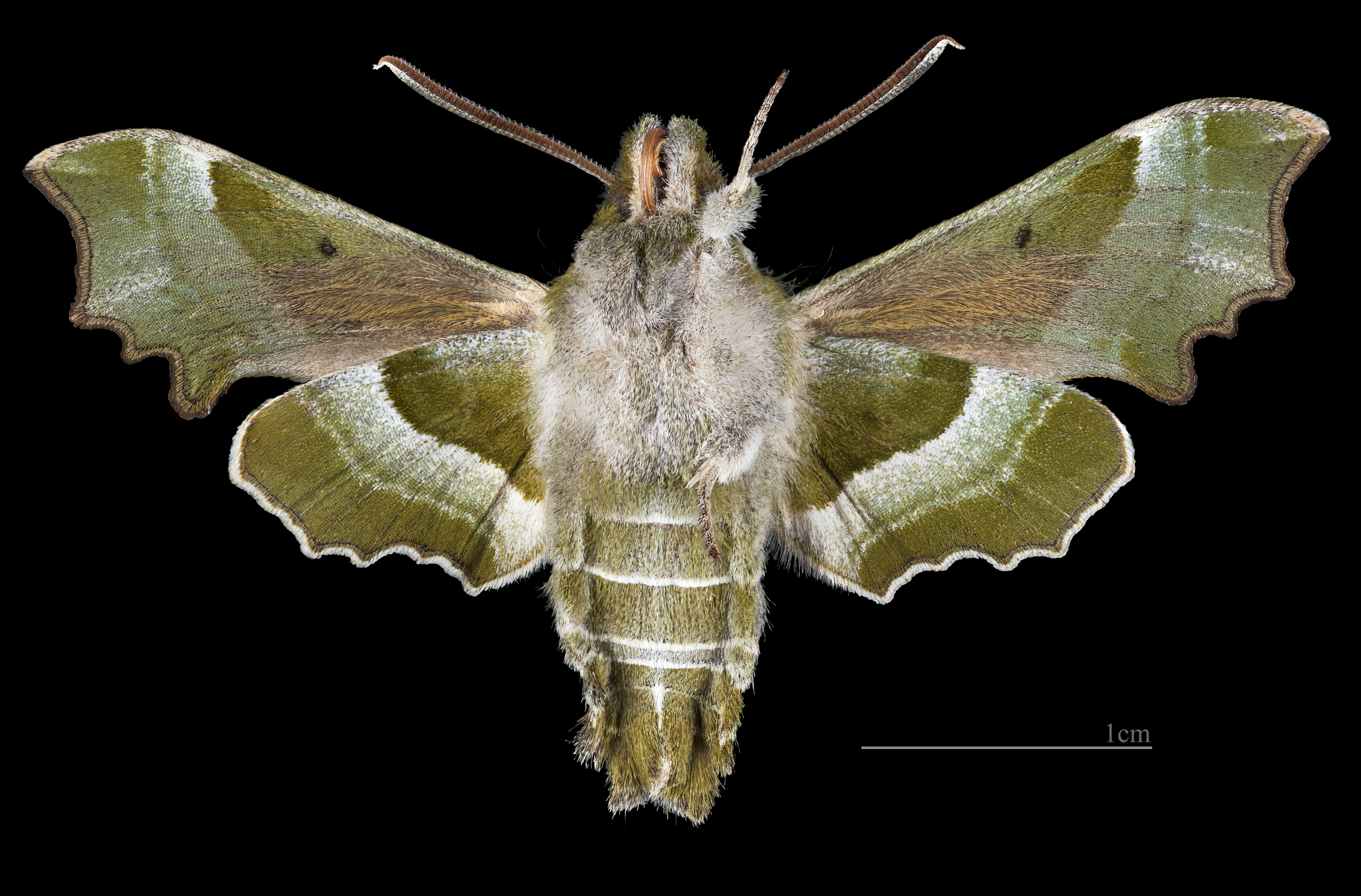
Proserpinus proserpina ♂  △
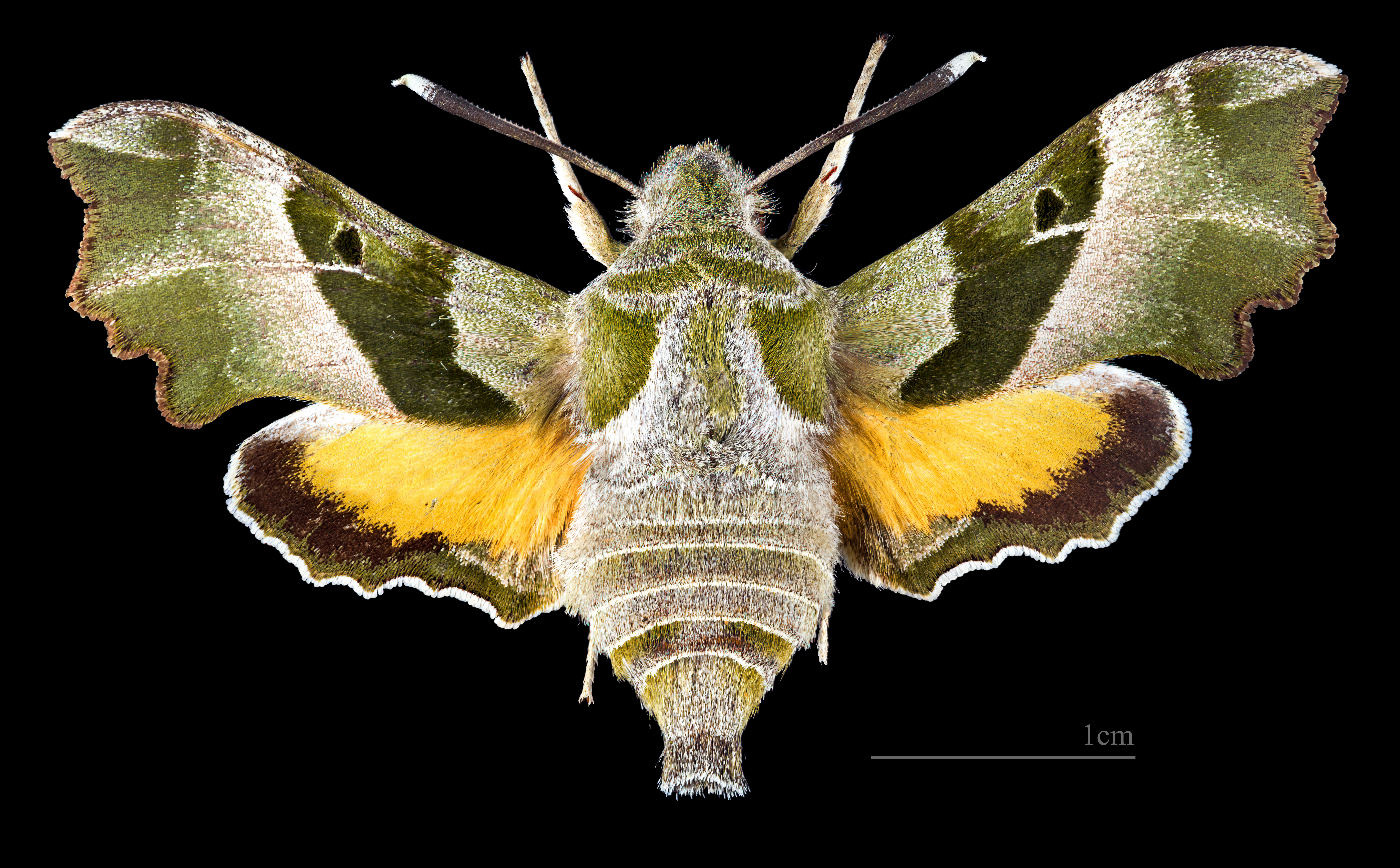
Proserpinus proserpina ♀
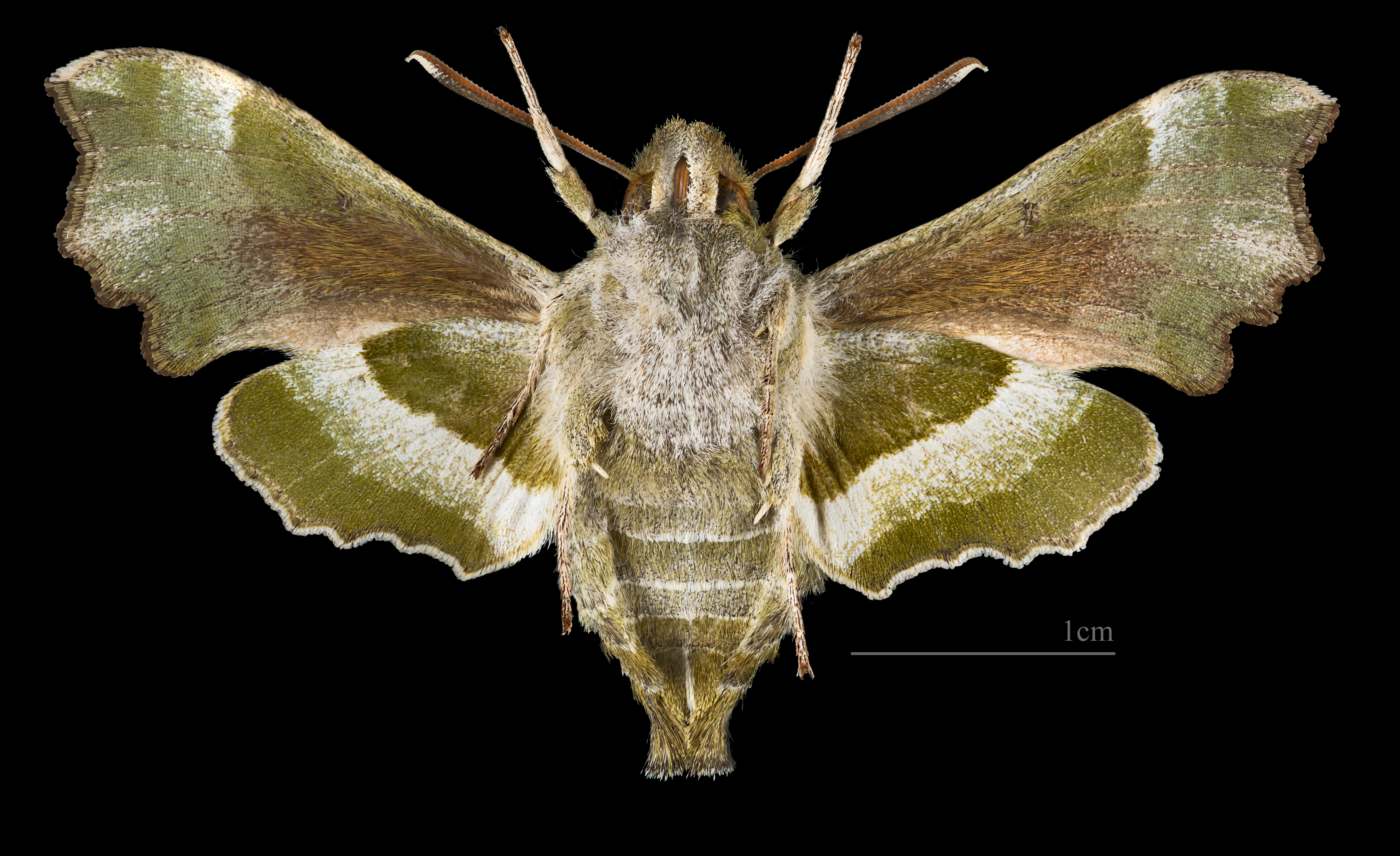
Proserpinus proserpina  ♀ △

## Levenscyclus
Tijdens de vliegtijd, in mei en juni, vliegt de vlinder rond de schemering. De waardplant waar de vlinder naar is vernoemd, is de middelste teunisbloem. De vlinder drinkt de nectar voornamelijk van sterk geurende gele bloemen en van teunisbloemen. De in verhouding tot de vlinder grote rups is te vinden van juni tot september. Waardplanten van de rups zijn naast teunisbloem het wilgenroosje, basterdwederik en kattenstaart. De soort overwintert als pop in de strooisellaag.

## Verspreidingsgebied
De vlinder komt voor in Noord-Afrika, Europa uitgezonderd Scandinavië en delen van Centraal-Azië. 
België
De eerste officiële melding in België is van 1954 en in Vlaanderen van 1988 (Nieuwkerke). De soort is daarna in alle provincies waargenomen. Het verspreidingsgebied van de teunisbloempijlstaart lijkt zich in noordelijke en westelijke richting uit te breiden.
Nederland
In Nederland is de eerste geregistreerde waarneming uit 1996. De vlinder komt vooral in Limburg voor, maar er zijn ook meldingen uit andere delen van het land.

### Beschermde soort
De soort is een Europees beschermde soort (habitatrichtlijn).